# Gruta de Én
Gruta de Én é uma caverna localizada na província de Quảng Bình, no Vietnã, 500 km a sul de Hanói, perto da fronteira Laos-Vietname. Situa-se no Parque Nacional de Phong Nha-Kẻ Bàng, declarado Patrimônio da Humanidade pela UNESCO em 2003.
É a terceira maior caverna do mundo, depois da Gruta de Sơn_Đoòng no mesmo parque e caverna de Deer na Malásia.